# Siły Zbrojne Południa Rosji

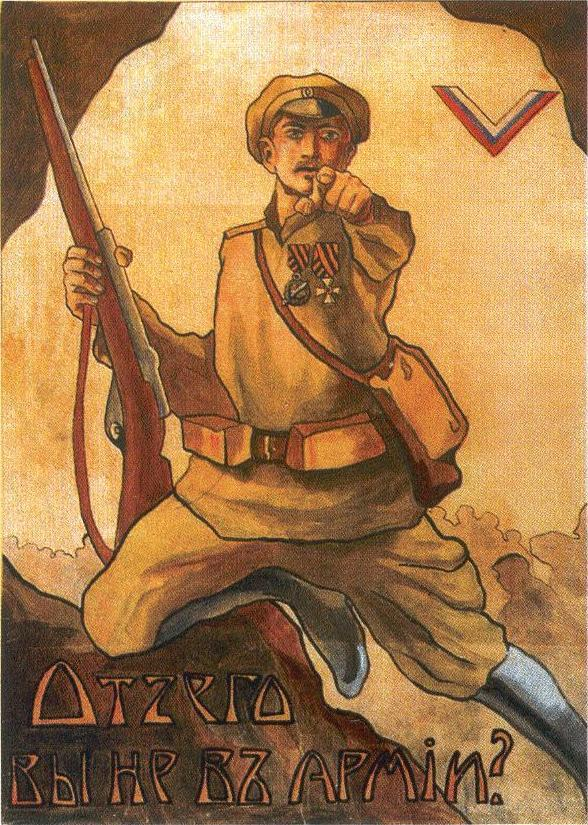
„Dlaczego nie jesteś w armii?” – plakat rekrutacyjny

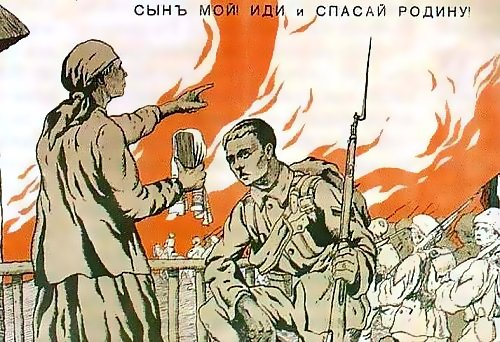
„Synu mój, idź i ratuj Ojczyznę” – Plakat rekrutacyjny

Siły Zbrojne Południa Rosji (ros. Вооружённые силы Юга России, ВСЮР) – oficjalna nazwa antybolszewickich (białych) wojsk rosyjskich, działających jako formacja od 8 stycznia 1919, gdy doszło do formalnego połączenia Armii Ochotniczej z Armią Dońską (do których przyłączyły się inne związki operacyjne  białych Rosjan) do 10 maja 1920, gdy zostały formalnie przemianowane na Armię Rosyjską. Określane popularnie jako Armia Ochotnicza, zarówno przez współczesnych, jak i w historiografii.
Początkowo Dowódcą Sił Zbrojnych Południa Rosji był gen. Anton Denikin, a po odwrocie na Krym, gen. Piotr Wrangel. Wiosną 1919 armia rozpoczęła natarcie z Północnego Kaukazu w kierunkach północnym i zachodnim, w maju-czerwcu zajmując Donbas i Charków, a następnie 23 sierpnia Kijów. Na zdobytych ziemiach ukraińskich głoszono ideę jedynej i niepodzielnej Rosji, niszczono ukraińskie szkoły i organizacje kulturalne, wprowadzano masowe represje wobec ukraińskiej inteligencji. 31 sierpnia 1919 opuściła Kijów, który został zajęty przez armię URL i wspomagające ją oddziały UHA.
Walki pomiędzy Armią Ochotniczą a wojskami ukraińskimi trwały przez wrzesień i październik 1919. Z powodu ciężkiej sytuacji (epidemia tyfusu, brak amunicji) Komenda Główna UHA była zmuszona podpisać 6 listopada 1919 (oficjalnie 17 listopada) umowę o wejściu UHA w skład Armii Ochotniczej. Na wypełnienie tej umowy nie wyraził zgody dyktator ZURL Jewhen Petruszewycz, zresztą i tak nie zrealizowano jej z powodu szybkich sukcesów wojsk bolszewickich rozpoczynających walkę przeciw AO i jej szybkiego odwrotu.
Po zdobyciu w końcu czerwca 1919 r. Carycyna Siły Zbrojne Południa Rosji rozpoczęły marsz na Moskwę. Do połowy października 1919 r. odniosły szereg zwycięstw, zajmując kolejno Kursk, Woroneż i Orzeł. Następnie zostały jednak zmuszone do wycofania się. Przegrane bitwy pod Woroneżem i Kastornoje oznaczała ostatecznie przejście inicjatywy w wojnie na stronę czerwonych.
Resztki rozbitych Sił Zbrojnych Południa Rosji po ciężkich walkach na Kubaniu (luty-marzec 1920) wycofały się przez port w Noworosyjsku na Krym. 4 kwietnia 1920 gen. Anton Denikin podał się do dymisji i udał się na emigrację, a dowództwo przejął gen. Piotr Wrangel. 10 maja 1920 SZPR zostały oficjalnie przekształcone w Armię Rosyjską pod dowództwem Piotra Wrangla.

## Dowódcy Sił Zbrojnych Południa Rosji
- gen. Anton Denikin 8 stycznia 1919 – 4 kwietnia 1920
- gen. Piotr Wrangel 4 kwietnia 1920 – 10 maja 1920